# 氢氧化锔
氢氧化锔（化学式：Cm(OH)3）是一种制得可测量的锔化合物，于1947年首次制得。它由一个锔原子和三个氢氧根基团构成。它也是第一种被化学方法分离出的锔化合物。它是无色或浅黄色的无定形凝胶状固体，不溶于水。